# 安達帕
安達帕是馬達加斯加的城鎮，由薩瓦區負責管轄，海拔高度530米，88%人口是農民，主要農產品有稻米、豆類、番茄和香草，2001年人口27,618。
14°39′S 49°39′E / 14.650°S 49.650°E